# Paul Lebreton
Paul Lebreton (Bordeaux, 31 de Maio de 1870 - Lyon, 21 de Junho de 1956) foi um tenista francês.
Foi vice-campeão três vezes de Roland Garros: 1898, 1899, e  1901.

## Grand Slam finais

### Simples: 3 (0-3)
| Resultado | Ano  | Campeonato       | Piso   | Oponente       | Placar |
| Vice      | 1898 | Aberto da França | Saibro | Paul Aymé      | –      |
| Vice      | 1899 | Aberto da França | Saibro | Paul Aymé      | –      |
| Vice      | 1901 | Aberto da França | Saibro | André Vacherot | –      |